# Терса (Синельниковский район)
Терса (укр. Терса) — село,
Миролюбовский сельский совет,
Синельниковский район,
Днепропетровская область,
Украина.
Код КОАТУУ — 1224884906. Население по переписи 2001 года составляло 19 человек.

## Географическое положение
Село Терса находится на расстоянии в 0,5 км от села Носачи и в 2-х км от села Партизаны.

## История
- В 1946 г. хутор Кильман-Головко переименован в Терса[3].